# Encephalartos lebomboensis
Encephalartos lebomboensis är en kärlväxtart som beskrevs av Inez Clare Verdoorn. Encephalartos lebomboensis ingår i släktet Encephalartos och familjen Zamiaceae. IUCN kategoriserar arten globalt som starkt hotad. Inga underarter finns listade i Catalogue of Life.

## Bildgalleri

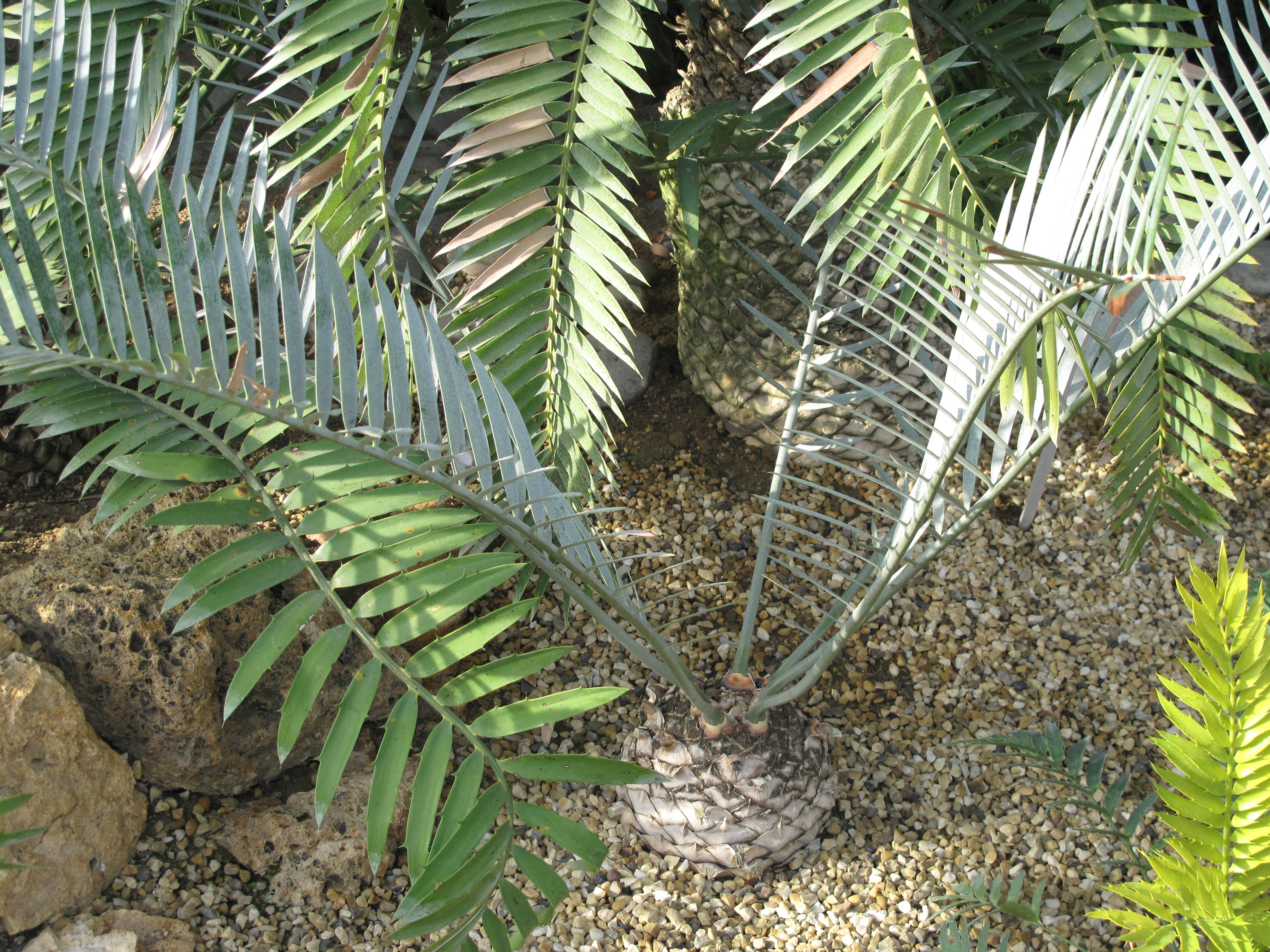
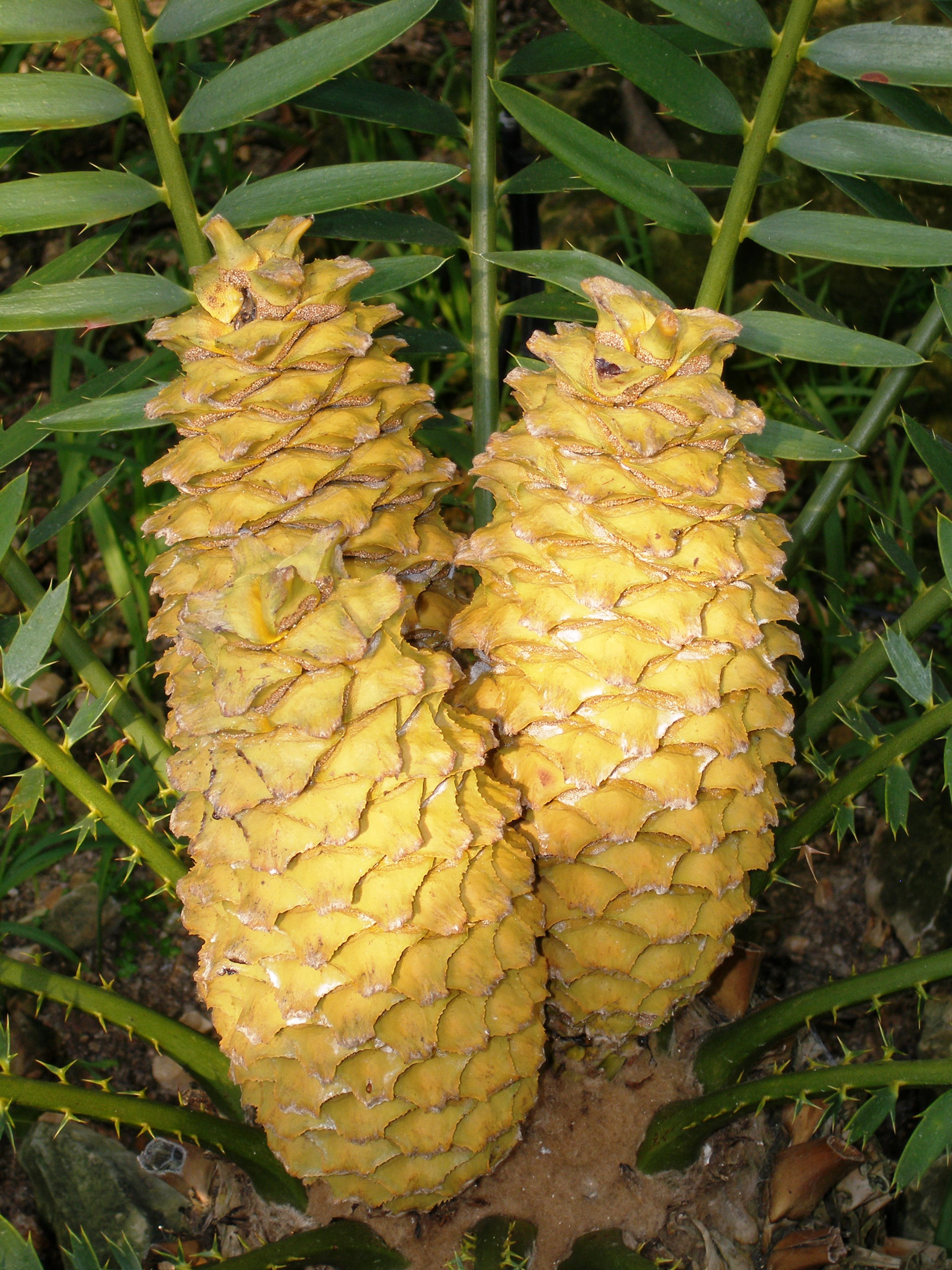
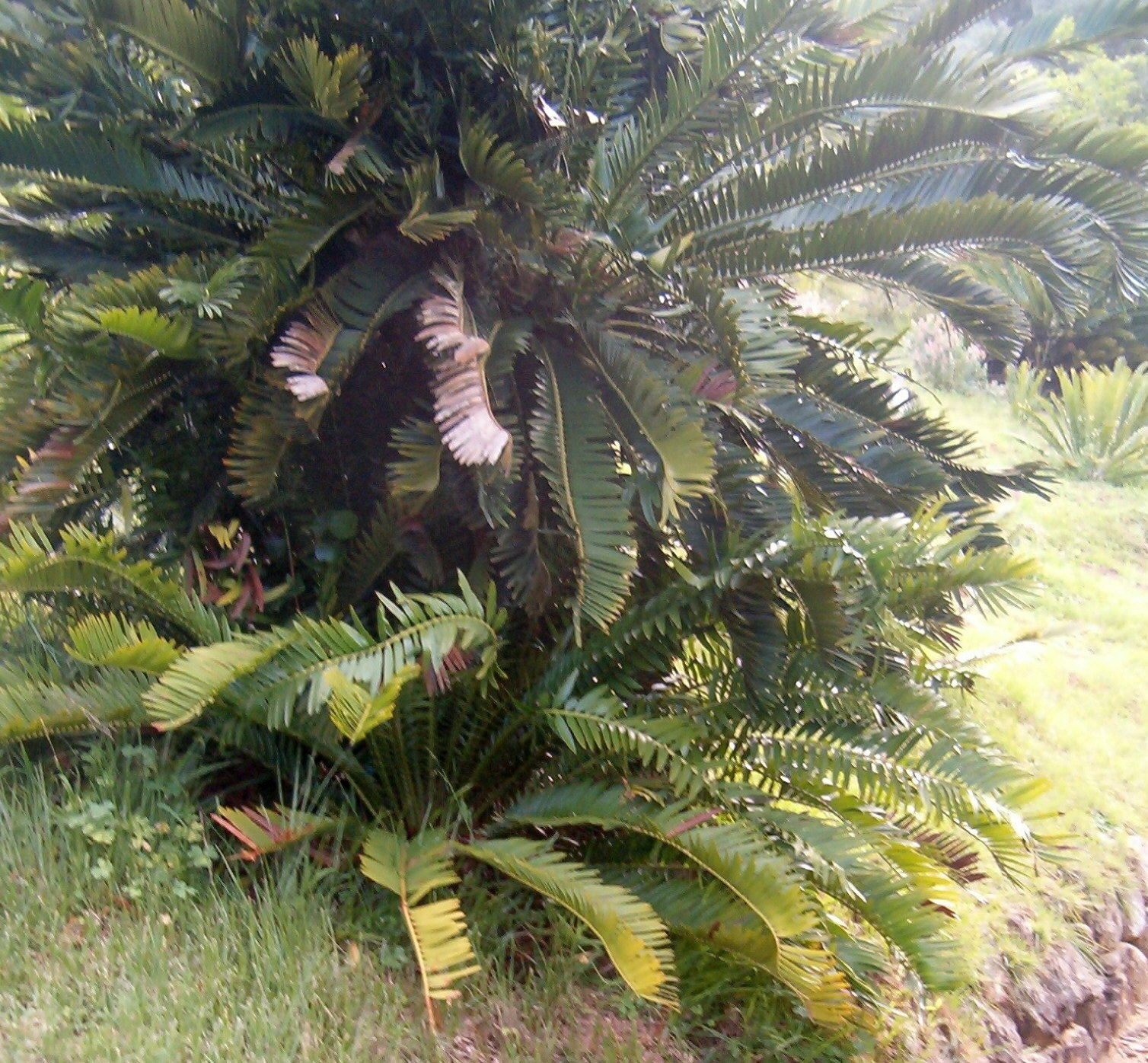
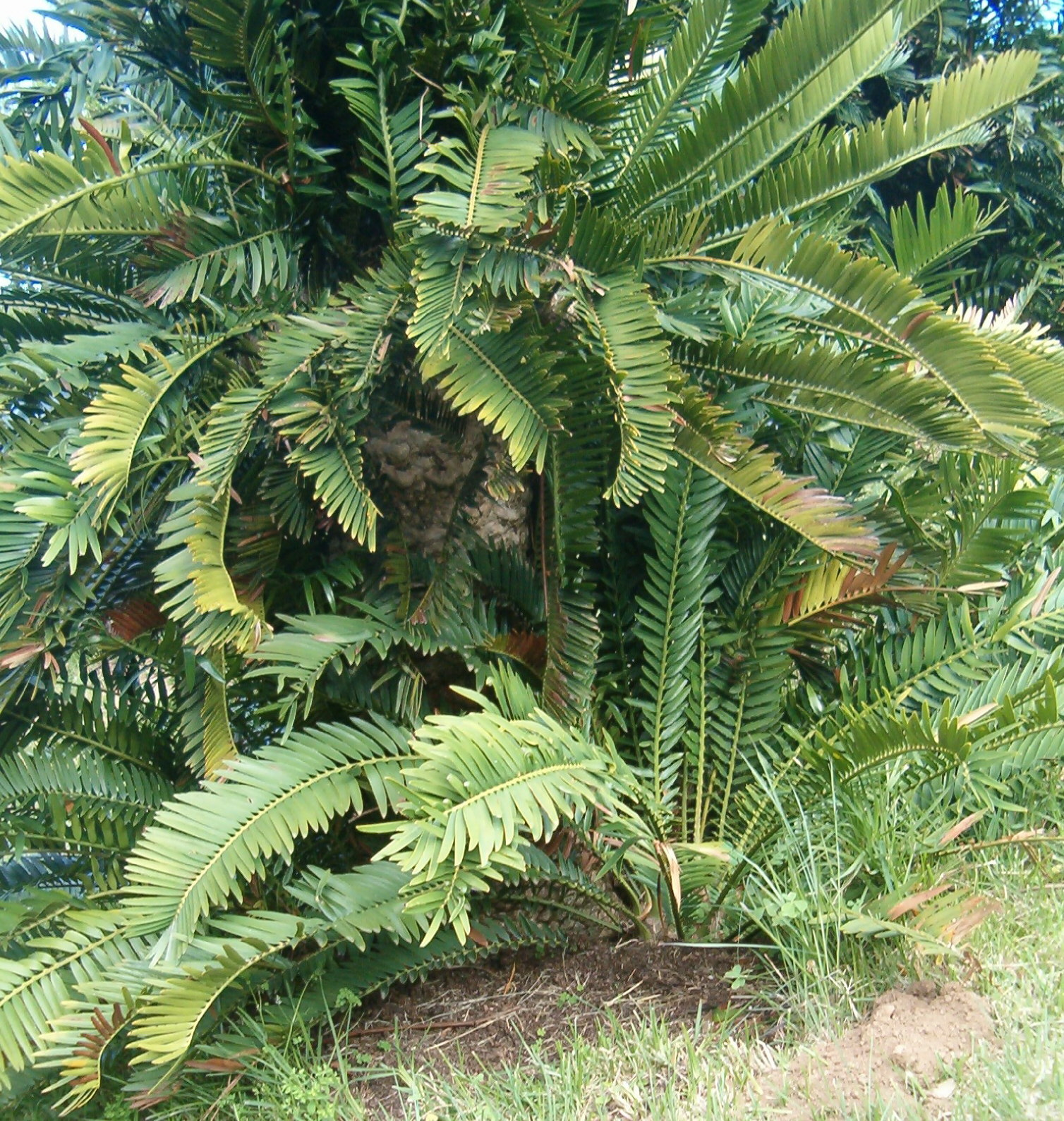
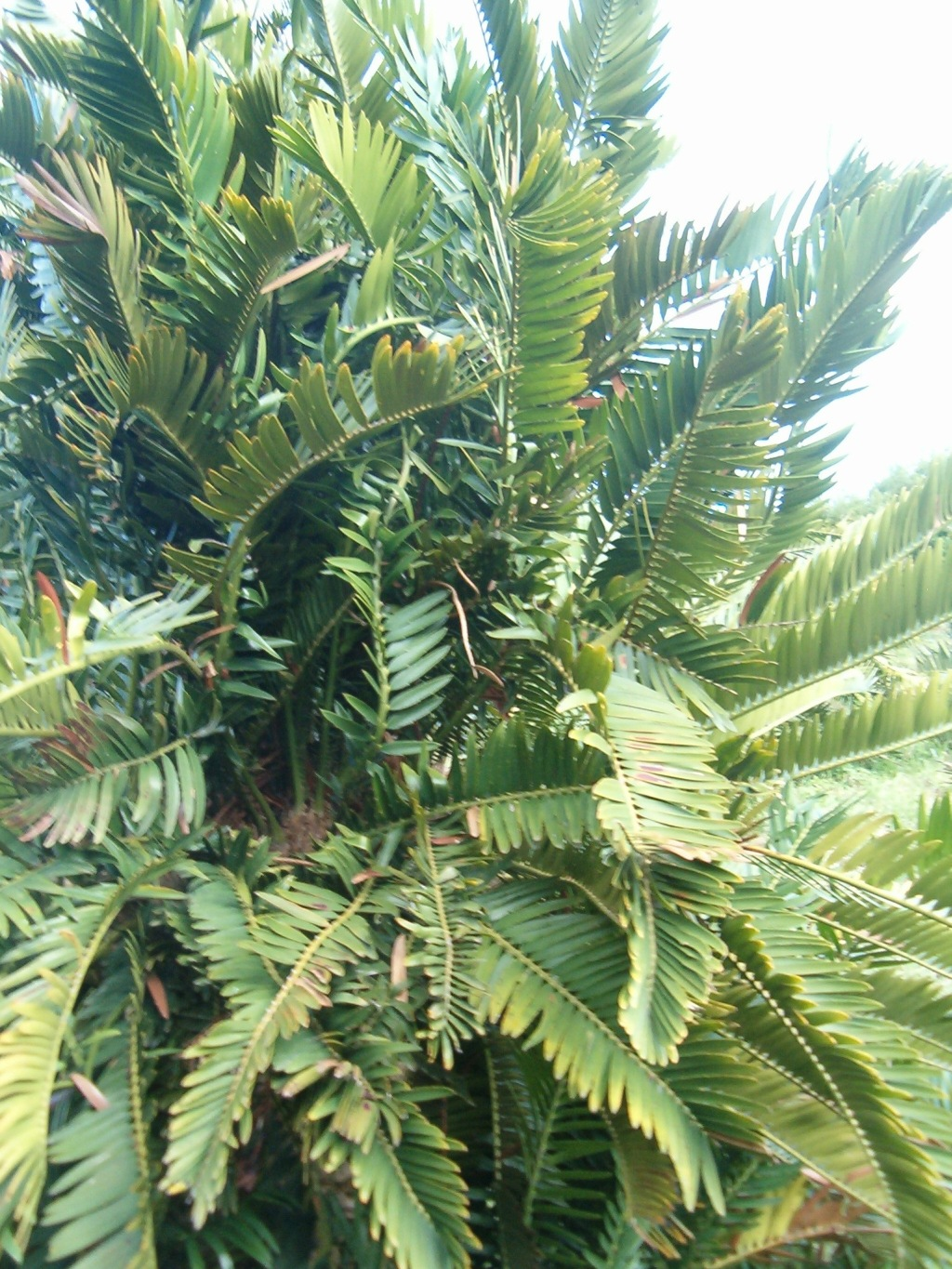
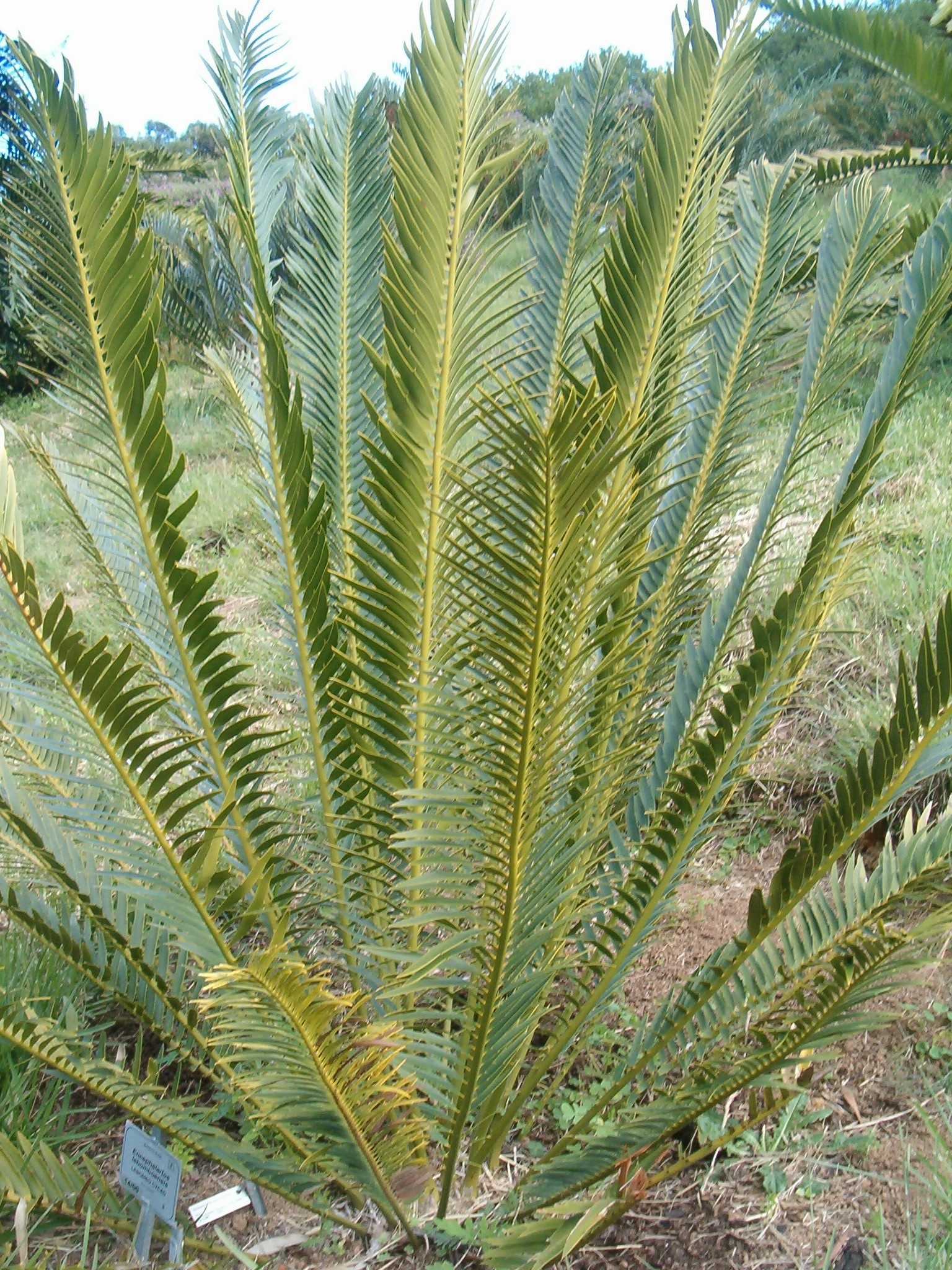